# Hennové von Henneberg-Spiegel
Hennové von Henneberg-Spiegelové jsou původně slezský šlechtický rod působící a vlastnící majetky na území Českého království.

## Historie

### Hennebergové
Původně Hennové z Hennu, celým jménem Hennové z Hennebergu (rovněž také Hän von Hänneberg), byl rod pocházející ze Slezska. Friedrich (* 1610), majitel statků Kateřinky u Opavy a Hukovice u Nového Jičína, byl v roce 1650 povýšen do šlechtického stavu. Působil jako velitel pevnosti v Chebu. Jeho syn Johann Berhard (1652 – 1708) vlastnil statky na Opavsku a byl přísedícím lichtensteinského soudu v Opavě. Jeho syn Johann Heinrich (1675 – 1751) byl císařem Karlem VI. dne 17. července 1728 nobilitován do stavu svobodných pánů (baronů), v roce 1730 pak do starého českého panského stavu. V 18. století rodu patřily slezské statky (např. Dolní Benešov, Bolatice u Hlučína, Sudice u Opavy). V polovině 19. století se rod rozdělil do dvou linií. Starší linie se dále rozdělila na dvě větve, z nichž jedna vymřela po meči v roce 1882, druhá žila převážně v Prusku (Porýní, Dolní Sasko).
Rodinný archiv Hennebergů zničil požár na zámku v Jezdkovicích v roce 1826.

### Henneberg-Spiegelové
Diplomem z 24. prosince 1835 dostali Hennebergové z mladší větve právo připojit ke svému jménu titul svého příbuzného posledního barona von Spiegel z uhlendorfské větve rodu. Převzali rovněž statek a zámek v Kostelní Bříze. Vznikla tak česká větev rodu zvaná Henneberg-Spiegel. Karel Henn von Henneberg-Spiegel (1821 – 1894) se oženil s baronkou Ottilií Sturmfeder von Oppenweiler (1835 – 1864). Tímto sňatkem rod získal statky Hrádek u Sušice a Velhartice. Kostelní Břízu vlastnil Karlův bratr Gottlieb (1823 – 1899), jež byl v letech 1872–1880 poslancem Českého zemského sněmu. Rod vymřel po meči Karlovým synem Gottliebem (1861 – 1934) a dědictví převzal rod svobodných pánů Kopalů, správcem majetku byl ustanoven Viktor Brand-Kopal.

## Další osobnosti rodu
- Františka Auerspergová (1814–1901) – v druhé polovině 19. století majitelka panství Hřebeny a Liboc
- Marie Kopalová (1860–1913) – aktivistka za práva žen

## Příbuzenstvo
Skrze sňatky byli spřízněni s Auerspergy, Kopaly, Harrachy a mnohými dalšími rody.